# Hippolyte Boussac
Pour les articles homonymes, voir Boussac.
Amans Paul Hippolyte Boussac, né le 27 juin 1846 à Narbonne, mort le 25 janvier 1942, est un architecte et égyptologue français. 
Architecte de formation, aquarelliste, peintre, naturaliste, écrivain, ami de Gaston Maspero, il éprouvait une passion pour l'égyptologie, et se présentait lui-même comme un « architecte-orientaliste ». Les œuvres de Paul Hippolyte Boussac ont sombré un temps dans l'oubli, jusqu'à une redécouverte d'une série de rouleaux d'aquarelles, ignorées pendant vingt-cinq ans dans les réserves du Musée des Beaux-Arts de Béziers.

## Biographie

### Études
La vie d'Hippolyte Boussac est difficile à cerner malgré une vie entièrement vouée à l'égyptologie et une présence dans de nombreuses revues et bibliothèques françaises et étrangères, car seuls quelques rares documents ont subsisté.
Né le 27 juin 1846 à Narbonne, dans le quartier Saint Sébastien, il semble avoir poursuivi des études en sciences humaines, avec peut être l'étude du grec, qu'il perfectionne plus tard à Paris, dans le cadre de « l'association pour l'encouragement des études grecques » de Gaston Maspero. Hippolyte Boussac dit lui-même, que ce sont « les délices des études grecques qui l'ont mené aux égyptologies savantes ».
Hippolyte Boussac se révèle doué en dessin, ce qui lui permet d'envisager une carrière de géomètre ou d'architecte. Son arrière-grand-père maternel, Jean Barthe, puis son grand-père Jean-Jacques Guillaume Barthe ont été tous deux géomètres faisant fonction d'architecte. Sa famille semble avoir tissé des liens sociaux avec quelques notables narbonnais, et un architecte narbonnais offre ainsi de le recruter. Mais Boussac souhaite poursuivre des études d'architecture ce qui le conduit à rejoindre Paris à l'âge de dix-huit ans.
Il entre d'abord à l'École nationale supérieure des Beaux-Arts, avec pour objectif la connaissance approfondie des architectures grecque et pharaonienne. Lors de ses études, il fait la connaissance d'autres élèves tels que Charles Girault, concepteur du Petit Palais des Champs Élysées, Victor Laloux, architecte de la gare d'Orsay et Jean-Antoine Injalbert, sculpteur originaire de Béziers et premier Prix de Rome. Il concourra même avec Charles Garnier pour le projet d'opéra de Paris, qui sera inauguré en 1875.
En 1870, il devient engagé volontaire et participe à la défense de Paris pendant la guerre franco-prussienne. Il est affecté à la défense du plateau d'Avron, place stratégique de la banlieue est de Paris. Malgré son importance, cette position ne possède pas de défenses suffisantes contre l'artillerie allemande. Le général Trochu s'en explique en déclarant que la terre gelée était toujours rebelle au maniement de la pioche. Le 27 décembre, à 7 heures du matin, les troupes allemandes mettent en place douze batteries de siège, et ouvrent le feu sur la partie nord du plateau d'Avron pendant toute la journée. Hippolyte Boussac est blessé lors de cet affrontement, et il éprouvera tout au long de sa vie une grande fierté pour sa médaille d'ancien combattant.
Diplômé d'architecture, il fait un premier voyage en Méditerranée avec Athènes comme première escale. Il est ébloui par cette ville dont il dit :
« Cet horizon est admirable encore aujourd'hui, que toutes ces collines sont nues et réfléchissent comme un bronze poli, les rayons réverbérés du soleil de l'Attique. Mais quel horizon Platon devait avoir de là sous ses yeux, quand Athènes vivante et vêtue de mille temples inférieur, bruissant à ses pieds comme une ruche trop pleine ; quand la grande muraille du Pirée traçait jusqu'à la mer une avenue de pierre et de marbre, pleine de monuments et où la population d'Athènes passait et repassait sans cesse comme des flots ; quand le Pyrée lui-même et le port de Phalère et la mer d'Athènes et le golfe de Corinthe étaient couverts de forêts de mâts ou de voiles étincelantes, quand les flancs de toutes les montagnes étaient découpés de forêts, de pâturages, d'oliviers et de vignes et que les villages décoraient de toute part cette splendide ceinture de montagne. »
Sa deuxième escale lors de ce voyage est Alexandrie. « Saisi par la magie orientale », il éprouve un coup de foudre pour l'Égypte. De retour à Paris, il suit en autodidacte les cours et les conférences de l'École des Hautes Études, de l'École des Langues Orientales et du Collège de France. Ses études de la langue et de la civilisation de l'Égypte ancienne, déjà commencées avec Emmanuel de Rougé se poursuivent avec son successeur Gaston Maspero. Or Maspero finit en 1880 par faire triompher son idée : créer au Caire une école analogue à celle qui existait déjà à Athènes pour l'étude des monuments grecs. C'est l'Institut français du Caire qui devient plus tard l'Institut français d'archéologie orientale. 
Revenu d'Égypte en 1886, Maspero réorganise les études égyptologiques et forme une nouvelle génération d'égyptologues. Boussac en suit tous les cours ainsi que ceux de zoologie donnés au Muséum, afin de mieux connaître la faune qui, sur les monuments égyptiens, représente symboliquement les divinités. Il se lie d'amitié avec l'égyptologue Victor Loret, avec qui il entretient plus tard une correspondance savante. Pour parfaire ses études, il fréquente les grandes bibliothèques : la bibliothèque Mazarine, la bibliothèque nationale de France et la bibliothèque Sainte-Geneviève, jusqu'à un âge très avancé.

### L'Égypte

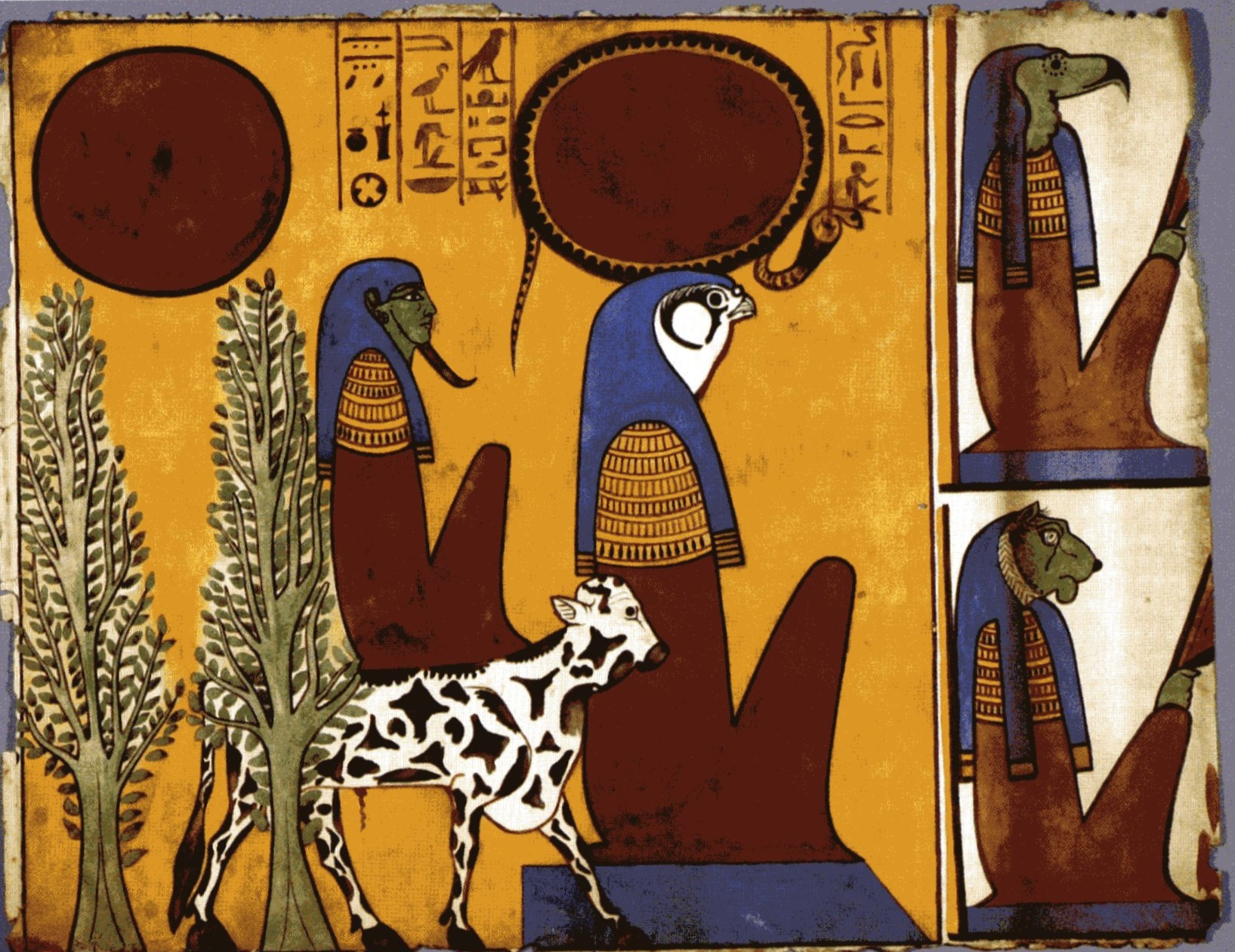
Relevé à l'aquarelle de la tombe de Senedjem, Musée des Beaux-Arts de Béziers.

En 1891, il est envoyé en Égypte par le gouvernement, sur demande de Maspero. En compagnie de Georges Bénédite, J. Bayet, D. Malet, le père Scheil, Émile Chassinat et Georges Legrain, ils ont pour mission d'exécuter des relevés à l'aquarelle des peintures murales de tombes égyptiennes. Il fera encore semble-t-il six autres voyages, le dernier dans les années 1920.

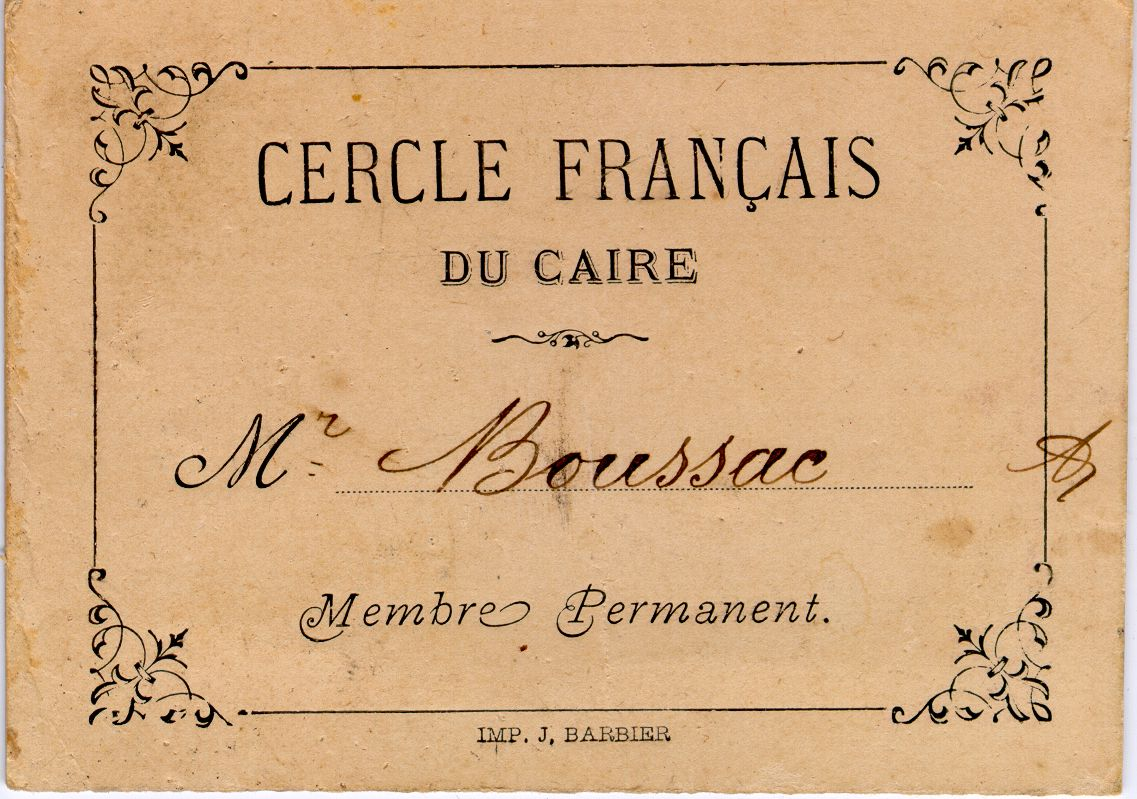
Boussac devient membre du Cercle Français du Caire en 1891.

À son arrivée en Égypte, Boussac devient membre du Cercle Français du Caire. Il y côtoie ses collègues et malgré son caractère difficile, il gagne l'estime familière du roi Fouad Ier. Il collabore aux fouilles engagées par l'Institut français du Caire, qu'il évoque ainsi : 
« À Thèbes dans les Memnomia, où durant des mois entiers m'ont retenu mes travaux archéologique..., les veillées sont longues au désert. Bien des fois pour en abréger le cours, accompagné de mon serviteur Céléman, j'allais sous les étoiles, explorer les recoins de la nécropole, où armés de flambeaux, nous errions comme deux nécromans de sépulcre en sépulcre. »
Il a régulièrement publié ses travaux de 1892 à 1935. Son œuvre présente plusieurs aspects, et comprend des relevés aquarelles de peinture de tombeaux, réalisés de 1895 à 1913, dont cinq œuvres commandées et achetées par l'État ; ainsi que de nombreux articles édités dans des revues françaises et étrangères comme « le Correspondant », la « Gazette des Beaux-Arts », la « Revue de Paris », le « Mercure de France », « La Nature ». 
Plusieurs de ses articles sont consacrés à la description de monuments, temples ou tombes. Il conte ainsi l'histoire de « L'Île de Philæ » en remontant aux premiers souverains mythique qui régnèrent sur l'Égypte antique, Isis et Osiris. Il en décrit les monuments et s'enthousiasme, décrivant l'île comme « plus belle que le Parthénon, plus belle qu'un beau temple romain, supérieure aux merveilles de nos cathédrales, rien ne peut donner une idée des splendeurs de cette île sacrée, ni du site incomparable qui l'environne et dont elle est la plus précieuse, la plus vénérable parure. »
Dans L'Exode des dieux, il s'intéresse aux sculptures du temple de Louxor sous l'angle de l'art égyptien et celui de la variété des scènes sculptées. Il cherche à en faire une étude approfondie en tenant compte de la connaissance du pays, de la fréquentation des anciens textes et des nombreuses observations notées au cours de ses longs séjours dans les sépultures souterraines de la vallée des Rois. Ainsi, à partir des sculptures datant de la XVIIIe dynastie, il fait revivre d'une manière poétique les différentes phase de la fête du renouvellement de l'année, durant laquelle « les barques des dieux sont promenées processionnellement sur le Nil », en présence des souverains et des dignitaires.
D'autres articles présentent la faune pharaonique sous l'angle à la fois descriptif et symbolique. Tous les insectes et tous les animaux figurant sur les monuments, allant du scarabée au lion, font l'objet de recherches et de publications assorties de dessins.
Ainsi dans la revue La Nature, il s'intéresse particulièrement au cheval dans l'un des articles de la série « Nos animaux domestiques dans la civilisation égyptienne ». Il décrit l'animal comme intéressant, car il n'est pas originaire de l'Égypte, n'y apparaissant que sous la XVIIe dynastie. Introduit par les Hyksôs, les chevaux sont de plus en plus nombreux sur les monuments de la XVIIIe dynastie. Boussac étudie leur élevage, notamment dans les haras royaux et leur utilisation pour tirer les chars de guerre ou les chars desservant les domaines ruraux, décrivant ainsi son évolution comme butin de guerre et objet de commerce : « c'était d'Égypte que sortaient les chevaux de Salomon ».

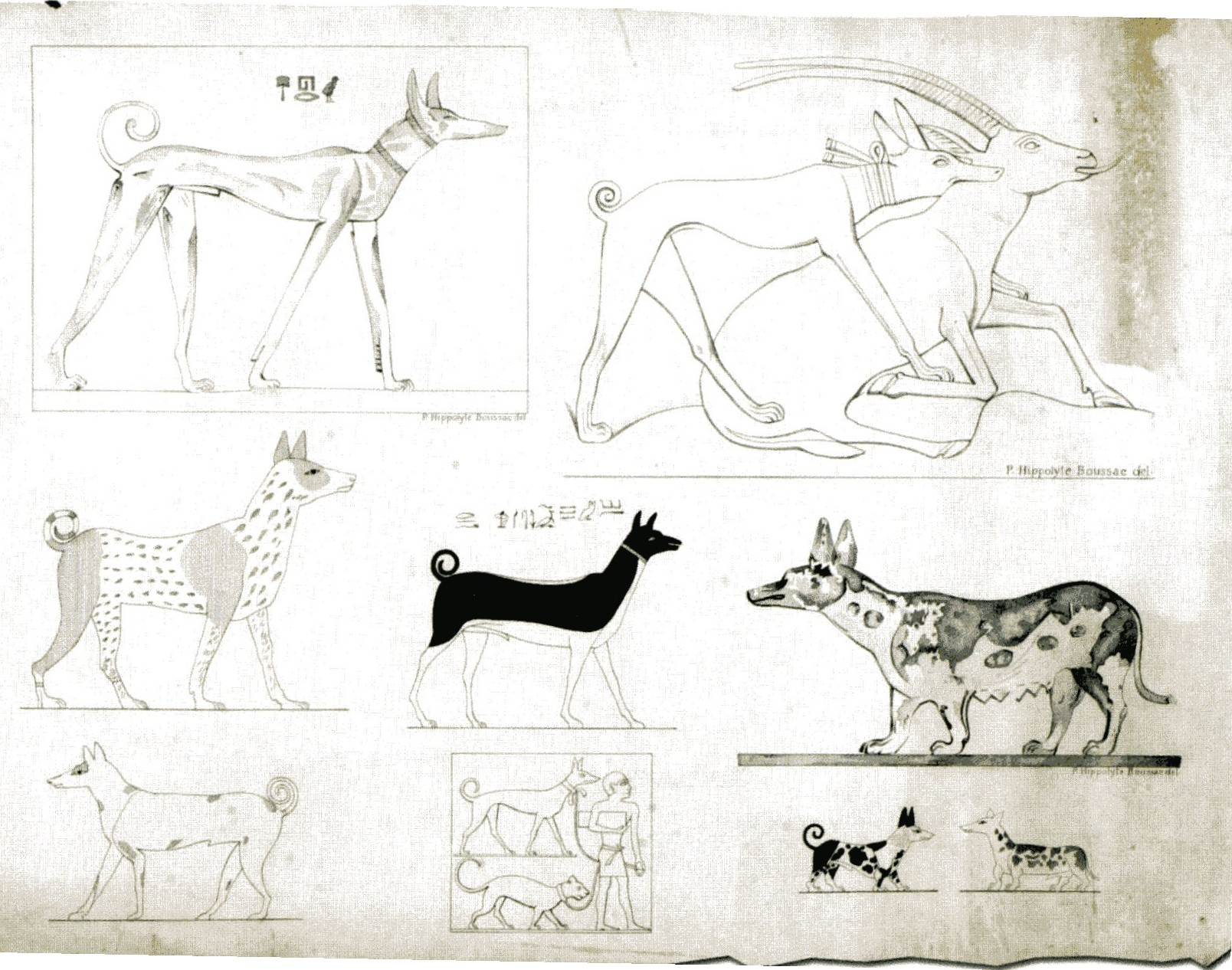
Planche à l'encre de chine aux lévriers et bassets, Musée des Beaux-Arts de Béziers.

Il échange une correspondance abondante avec son maitre Maspero, lui relatant l'évolution des chantiers en Égypte. Cette correspondance est conservée à l'Institut de France. Ses relevés de tombes, travaux durement acquis au prix de ce que Maspero qualifie de « véritable sacrifice », lui permettent de participer à de nombreux salons. Ainsi, en 1892, il expose la reproduction des peintures de la tombe d'Inéni ou d'Anna (ancienne transcription d'Inéni). Il en est récompensé par une médaille de bronze. En 1896, il expose des dessins et des aquarelles d'un tombeau thébain de la XVIIIe dynastie à la Chambre des députés. En 1900, il est présent à l'Exposition universelle. En effet, revenu d'une mission officielle, il a reconstitué de toutes pièces, dans la section Architecture de cette exposition, un tombeau thébain de la XVIIIe dynastie, pour lequel il a obtenu une médaille de bronze. Il espère d'ailleurs le réédifier soit au Musée Guimet soit au Musée du Trocadéro.    
Il fait de nombreuses conférences à l'Académie des Inscriptions et des Belles Lettres et à l'Académie des Beaux-Arts. C'est dans cette dernière que, déjà très âgé, il présente « La peinture égyptienne dans le tombeau de la Reine Titi ».

### Retour d'Égypte
Après de longues années passées en Égypte — au moins quarante ans —, Boussac revient de sa dernière mission, à 74 ans. Il doit se résoudre à rester à Paris, pour s'installer dans le quartier de Cluny et fréquenter le boulevard Saint-Michel et le quai de Conti. Il y poursuit ses recherches, ne s'accordant jamais de retraite. Néanmoins, il n'est pas toujours bien perçu car il a un caractère cassant, une humeur bougonne qui lui attirent parfois l'inimitié, ce qui peut expliquer que bien que proposé pour la Légion d'Honneur depuis 1900, il ne l'a jamais obtenue. Il passe même pour un original, que Léo Larguier de l'Académie Goncourt décrit dans « Le Temps » du 19 septembre 1941 ainsi :
« Il saluait cérémonieusement un autre personnage assez étrange, un vieux bonhomme sur lequel Jean Moréas avait fait deux ou trois distiques :

Ce personnage était un égyptologue. Ancien architecte, démuni d'argent, il n'avait peut-être jamais contemplé les Pyramides, mais il était fort savant et il venait là avec des rouleaux de papier, des calques extrêmement soignés, pleins de dessins aquarellés, représentant des chats, des éperviers stylisés, des anubis, des obélisques chargés de hiéroglyphes.

Il s'appelait M. Boussac, et s'il vivait de peu il avait cependant un luxe. Il se permettait la demi-tasse et le cigare au café Vachette où Moréas qui le connaissait le brocardait aimablement.

J'entends encore la voix cuivrée du poète des Stances disant ces vers qu'il improvisait :
Il manque un roumi dans Karnak
C'est l'égyptologue Boussac . »
En 1929, lors d'une séance de lecture à la Bibliothèque de l'Institut, il fait la connaissance de la filleule de J. A. Injalbert, 1er Prix de Rome, Paule Paget, fille de Paul Paget, Président de la Société Littéraire de Béziers et rédacteur en chef du journal « Hérault ». Douée d'une prestigieuse érudition en matière de Beaux-Arts et d'Archéologie, « conférencière de talent et femme de lettres d'un grand mérite », Paule Paget trouve en Boussac un interlocuteur passionnant. Ainsi débute une longue amitié. L'attachement qui liera ces deux êtres sera semblable à l'affection d'un père envers sa fille d'autant que Boussac, célibataire, n'a jamais eu d'enfant et n'a pour héritières que ses trois nièces, dont les deux demoiselles Auziale et Bouissyère de Narbonne.

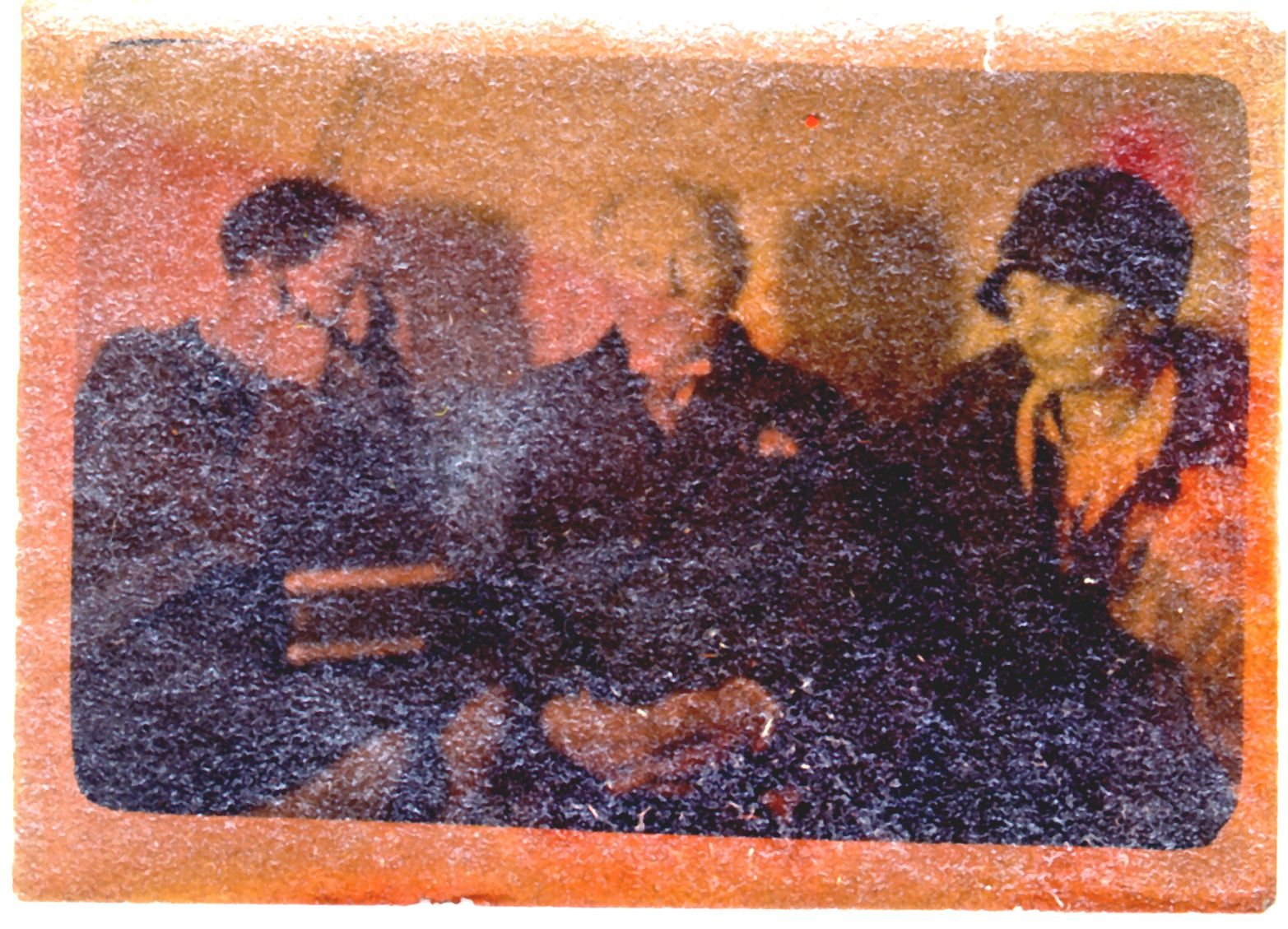
Hippolythe Boussac et Paulette Paget (à gauche).

Consciente qu'il « est réduit à la plus grande misère », Paule Paget s'occupe du « vieux Boussac » – il a 84 ans –, remue ciel et terre, fait jouer ses relations y compris politiques, intervient auprès de nombreuses institutions, Ministère de l'Instruction publique et des Beaux Arts qui l'avait jadis chargé de missions en Égypte, Académie des Inscriptions et des Belles Lettres, Mairie du 5e. Finalement elle réussit à avoir gain de cause. Grâce à l'intervention de l'Académie des Inscriptions et des Belles Lettres, il obtient en 1936 une bourse attribuée par la ville de Paris, plus la retraite des vieillards, et quelques secours d'urgence. C'est encore elle qui lui cherche une maison de retraite, tâche difficile, car Boussac ne peut s'y résoudre : il s'échappera même de l'une d'elles. Finalement à la veille de la guerre, elle le persuade de descendre dans le midi, chez les religieuses de Cazouls-lès-Béziers. C'est encore elle qui sauve ses aquarelles, dessins et manuscrits en vue de perpétuer sa mémoire. Elle procèdera de la même manière pour sauvegarder la mémoire et le patrimoine de J. A. Injalbert.
C'est à Cazouls-lès-Béziers qu'il meurt le 25 janvier 1942 à 6h du soir. Paule Paget note dans son agenda :
« Lundi 26 janvier 1942 ... Reçu dépêche de la supérieure de Cazouls et des Demoiselles Auziale, m'informant que le dernier acte de la tragi-comédie humaine de Boussac se terminera demain de 2h à 4h.

Mardi 27 janvier 1942. Départ à 11 h par le car de Puisserguier, descente à la Pierre Plantée. Gelée blanche. Vent froid venant des Cévennes. Arrêt sous un olivier. Méditation. Une branche d'olivier est posée auprès du gisant, dans la morgue de Cazouls, il semble une statue de cire ... Mise en bière à mon côté. Service en musique à la cathédrale St Paul. Mise au tombeau. Paule défaille : faim et émotion. »
Il est enterré dans le cimetière de Bourg, à Narbonne sa « ville natale, celle de Reverdy et du Fou chantant, que l'empereur Hadrien en 119 de notre ère embellit au point d'en faire la rivale de Rome ». Il aurait souhaité être enterré dans un tombeau de type égyptien, en forme de pyramide, en pierre d'Armissan, signé par l'architecte Boussac mais son corps repose dans le caveau familial de sa sœur Marie Anne Auziale sur lequel son nom ne figure même pas. Neuf ans plus tard, ses nièces lèguent quelques objets lui appartenant au Musée d'Art et d'Histoire de Narbonne.

## Postérité
Boussac architecte, peintre, helléniste et égyptologue a consacré toute sa vie à la découverte et à la compréhension de l'Égypte pharaonique. Paule Paget écrivait :
« Ceux qui l'ont connu détiennent le souvenir buriné d'une de ces balzaciennes figures d'un monde révolu dont la science ou l'art ont captivé toute l'existence. Dans leur socratique simplicité, leur ombrageux isolement, dans leur farouche indépendance, leur suffisaient les pures jouissances d'un travail obscur et passionné et l'estime de leurs égaux.

À Narbonne. Visite à Boussac en son tombeau. À travers son granit je le remercie de m'avoir enseigné : la Liberté, la Pauvreté, la Dignité. »
— Dimanche 30 juillet 1950. Paule Paget.

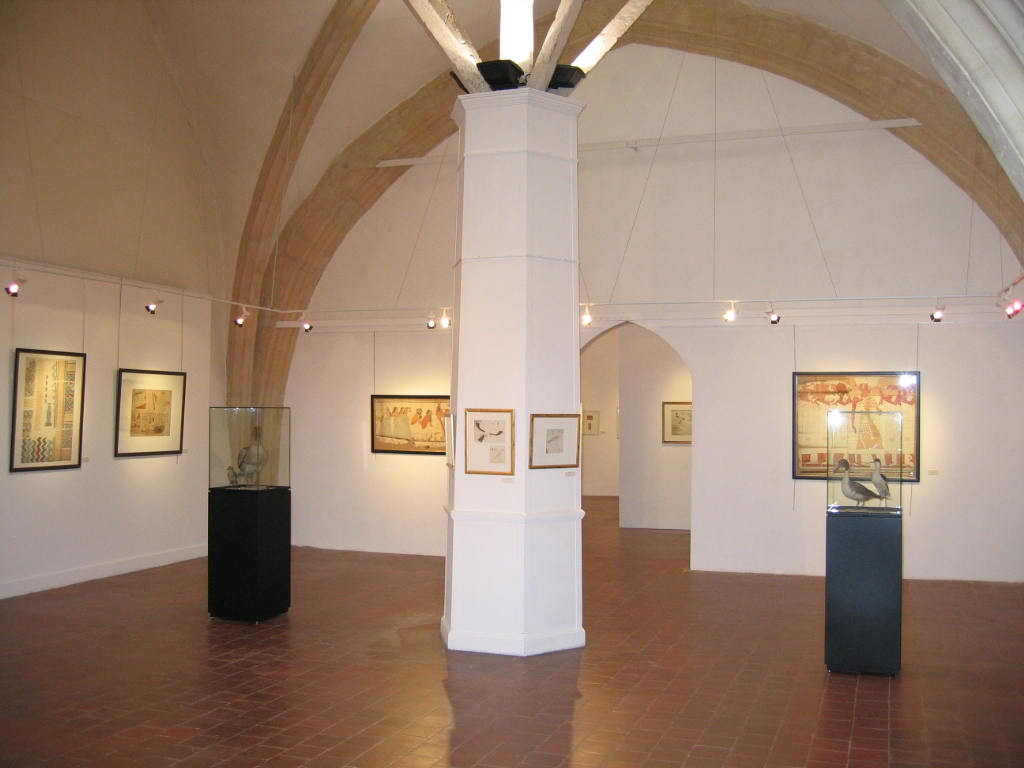
Exposition dédié à H. Boussac et l'Égypte, au Musée des Beaux-Arts de Béziers en 2004.

En 2004, la Ville de Béziers et le Musée des Beaux-Arts consacre à cet artiste une exposition à l'Espace Riquet, où sont présentées pour la première fois au public, l'ensemble de la collection découverte quelques mois auparavant. Dans cette exposition, fut présenté des relevées aquarellés des tombes de Senedjem (tombe TT1), d'Inéni (tombe TT81), d'Amenemhat (tombe TT82), de Rekhmirê (tombe TT100), de Sennefer (tombe aux vignes TT96), de Nakht (tombe TT52), de Amenhotep Houy (tombe TT40), d'Amenemopet (tombe TT277), de Nebamon (tombe TT65, usurpée par Imiseba), de Paneb (tombe TT211), d'Ouserhat (tombe TT51), de la reine Tyti (tombe QV52), des reliefs du temple funéraire de la reine Hatchepsout à Deir el-Bahari ainsi que de très nombreuses planches zoologique à l'encre de chine.
Il reste aujourd'hui peu de traces connues de son activité :
- quelques-unes de ses aquarelles dont la ville de Béziers a hérité et qu'elle conserve dans les réserves de son Musée des Beaux-Arts ;

- ses nombreux articles, dispersés dans de nombreuses revues, principalement La Nature, et recensés par des bibliothèques françaises et étrangères, le plus souvent dans la section « Égyptologie » ;

- quelques documents manuscrits ;

- enfin les références du catalogue de l'exposition « Pour les yeux d'Isis » portant une note bibliographique sur P.H. Boussac et mentionnant l'existence d'une collection d'objets offerts à la ville de Narbonne.

## Publications
- « L'Île de Philae », La Nouvelle Revue, no 101,‎ 1895-1899, p. 346 ;
- Tombeaux Thébains, MMAF, IFAO, Le Caire, E.Leroux, Paris, 1896, ASIN: B0018HNY8Y ;
- Tombeau d'un astrologue thébain de la XVIIIe dynastie, With English translation, 9, Conduit street, 1897, ASIN: B001CEXD5C ;
- L'Exode des Dieux, Aux bureaux de la Revue, 1898, ASIN: B001CF321G ;
- « La Mandara du Cheik el-Beled », La Nature, no 1617,‎ 21 mai 1904 ;
- « Animaux domestiques dans la civilisation égyptienne », La Nature, no 1692,‎ 28 octobre 1905 ;
- « L'autruche dans la civilisation égyptienne », La Nature, no 1735,‎ 25 août 1906 ;
- Set-Typhon, génie des ténèbres, Reliure inconnue, 1907, ASIN: B0018HLV5C ;
- « Le guépard dans l'Égypte ancienne », La Nature,‎ 21 mars 1908 ;
- Sauriens figurés sur les cippes d'Horus, Reliure inconnue, 1909, ASIN: B0018HPT2S ;
- « Le pigeon dans l'Ancienne Égypte », La Nature, no 1896,‎ 29 septembre 1909 ;
- « Le pélikan dans l'Égypte ancienne », La Nature, no 1945,‎ 3 septembre 1910 ;
- « Égypte », La Nature, no 1945,‎ 3 septembre 1910 ;
- « L'oryctérope », La Nature, no 12094,‎ 12 juillet 1913 ;
- Seth - Typhon - Génie des Ténèbres, Atelier Empreinte, 1907 (réimpr. éditions Arqa, Librairie Atelier Empreinte, 2005) ;
- Recueil de travaux, XXXI, 1909